# Nina Starr Braunwald

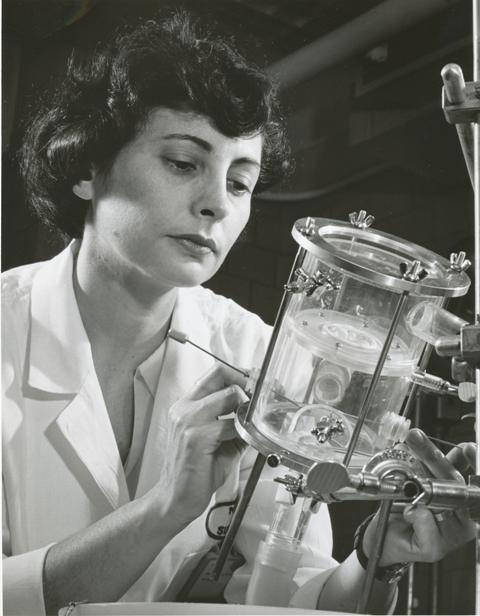
Nina Starr Braunwald

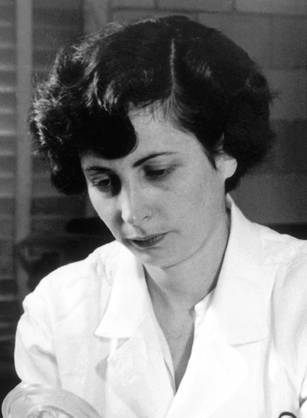
Nina Starr Braunwald, 1962

Nina Starr Braunwald (* 2. März 1928 in Brooklyn, New York; † 5. August 1992 in Weston, Massachusetts) war eine US-amerikanische Thoraxchirurgin und medizinische Forscherin. 1960 leitete sie das operative Team, das den von ihr entworfenen ersten künstlichen Mitralklappenersatz für menschliche Herzklappen implantierte.

## Leben und Werk
Braunwald war die Tochter von dem Arzt Morris C. Starr und Mary Starr und wuchs in New York auf, wo sie ihre Schulausbildung abschloss. Sie schrieb sich am Washington Square College für Künste und Wissenschaften an der New York University ein. 1949 erhielt sie den Bachelor of Arts und begann ihre Ausbildung in Medizin am New York University College of Medicine. 1952 begann sie als erste weibliche chirurgische Praktikantin ihr Praktikum im New Yorker Bellevue Hospital und heiratete den in Wien geborenen Studienkollegen am College und an der medizinischen Fakultät Eugene Braunwald, mit dem sie drei Töchter bekam.
Während ihres Praktikums nahm sie sich ein Jahr frei, um ein Postdoktorandenstipendium bei Charles Hufnagel, einem Herzchirurgen an der Georgetown University, zu absolvieren. Hufnagel war der Erfinder der ersten künstlichen Herzklappe. Anschließend erwarb sie einen Master-Abschluss in Chirurgie.  1958 nutzte sie die Gelegenheit, um eine Ausbildung zum Herzchirurgen von Andrew G. Morrow, dem Chef der Klinik für Chirurgie an den National Institutes of Health (NIH) in Bethesda, Maryland, zu erhalten. 1963 wurde sie als erste Frau vom American Board of Thoracic Surgery zertifiziert. Von 1965 bis 1968 war sie stellvertretende Leiterin der NIH-Klinik für Chirurgie und führte weiterhin Forschungen in der Herzchirurgie durch. 1967 war sie die erste Frau, die als Mitglied der American Association for Thoracic Surgery (AATS) aufgenommen wurde, und war 22 Jahre lang das einzige weibliche Mitglied.
1968 zog sie mit ihrem Ehemann an die University of California in San Diego (UCSD) und wurde zum Associate Professor of Surgery ernannt. Schließlich gründete sie ein kardiochirurgisches Programm an der UCSD und fungierte als amtierende Direktorin. 1972 nahm sie als erste Frau an der chirurgischen Fakultät eine Stelle als außerordentliche Professorin für Chirurgie an der Harvard University an. Ihre Forschung konzentrierte sich dort auf die Behandlung angeborener Herzfehler. Sie entwickelte eine kardiopulmonale Bypass-Einheit speziell für Kinder und Neugeborene, um die chirurgischen Ergebnisse für Kinder zu verbessern, und war stellvertretende Direktorin des Medical Scientist Program der Harvard University. Während ihrer Zeit in Harvard war sie Stabsärztin in der Abteilung für Herz- und Thoraxchirurgie am Brigham and Women’s Hospital, Stabsärztin in der Abteilung für Herzchirurgie am Boston Children’s Hospital und Beraterin in der Abteilung für Herzchirurgie im West Roxbury Veterans Administration Medical Center.

## Mitralklappenprothese
Braunwald entwarf und fertigte eine künstliche Mitralklappenprothese, die 1959 in der chirurgischen Klinik des National Heart Institute in Hunde implantiert wurde. Am 11. März 1960 führte sie die erste erfolgreiche Implantation bei einer 44-jährigen Frau mit Mitralklappeninsuffizienz durch. Sie entwickelte danach eine vollständig mit Stoff überzogene mechanische Prothese, das Braunwald-Cutter-Ventil, das Ende der 1960er und Anfang der 1970er Jahre erfolgreich Tausenden von Patienten implantiert wurde. Sie entwickelte das Stent-Aorten-Homotransplantat für den Mitralklappenersatz und leistete Pionierarbeit bei der Verwendung von Gewebekulturtechniken zur Entwicklung nicht-thrombogener Zellschichten und Polymeroberflächen, um nicht-thrombogene Oberflächen von Klappenprothesen und Kreislaufunterstützungsvorrichtungen bereitzustellen.
In den 1960er Jahren wurde sie in Artikeln in Life und Time-Magazinen als eine der jungen Macherinnen Amerikas bezeichnet. 1962 erhielt sie den Golden Plate Award der American Academy of Achievement. Braunwald veröffentlichte mehr als 110 von Experten begutachtete Artikel in führenden Fachzeitschriften wie Circulation, dem New England Journal of Medicine und dem Journal of Thoracic and Cardiovascular Surgery.
Sie starb im Alter von 64 Jahren an Krebs. Ihr Ehemann gründete die Stiftung für den Nina Starr Braunwald Award. Die Association of Women Surgeons (AWS) vergibt diese Auszeichnung und sponsert auch das Starr Medical Student and Resident Research Forum. Die Thoracic Surgery Foundation sponsert das Nina-Starr-Braunwald-Forschungsstipendium und vergibt den Nina-Starr-Braunwald-Forschungspreis.

## Veröffentlichungen (Auswahl)
- mit D. E. Detmer: Long-term results of autogenous tissue coverings on prosthetic heart valves. Annals of surgery. 173, 1971, S. 139–44.
- mit A. R. Castaneda: Use of the doubly tapered graft for the creation of a systemicpulmonary arterial shunt. The Annals of thoracic surgery 22, 1976, S. 239–44.
- mit T. C. Cooper, A. G. Morrow: Complete replacement of the mitral valve. The Journal of thoracic and cardiovascular surgery 40, 1960, S. 1–11.
- mit A. G. Morrow: A late evaluation of flexible Teflon prostheses utilized for total aortic valve replacement: postoperative clinical, hemodynamic and pathological assessments. The Journal of thoracic and cardiovascular surgery 49, 1965, S. 485–496.